# Municipio de Breckenridge (Minnesota)
El municipio de Breckenridge (en inglés: Breckenridge Township) es un municipio ubicado en el condado de Wilkin en el estado estadounidense de Minnesota. En el año 2010 tenía una población de 255 habitantes y una densidad poblacional de 4,67 personas por km².

## Geografía
El municipio de Breckenridge se encuentra ubicado en las coordenadas 46°13′53″N 96°32′43″O / 46.23139, -96.54528. Según la Oficina del Censo de los Estados Unidos, el municipio tiene una superficie total de 54.63 km², de la cual 54,29 km² corresponden a tierra firme y (0,62 %) 0,34 km² es agua.

## Demografía
Según el censo de 2010, había 255 personas residiendo en el municipio de Breckenridge. La densidad de población era de 4,67 hab./km². De los 255 habitantes, el municipio de Breckenridge estaba compuesto por el 97,65 % blancos, el 0,39 % eran afroamericanos, el 1,18 % eran amerindios y el 0,78 % eran de una mezcla de razas. Del total de la población el 1,57 % eran hispanos o latinos de cualquier raza.